# Emily of New Moon
Emily of New Moon je první ze série románů od Lucy Maud Montgomery o Emily, osiřelém děvčátku vyrůstajícím v Kanadě. Je podobná předchozí sérii od stejné autorky – o Anně ze Zeleného domu. Tato kniha byla poprvé publikována v roce 1923.

## Shrnutí děje
Podobně jako jsou příběhy její starší a slavnější předchůdkyni Anně ze Zeleného domu, romány o Emily líčí život očima sirotka Emily Starrové, kterou po smrti jejího otce na tuberkulózu vychovávají příbuzní.
Lucy M. Montgomeryová považovala Emily za postavu mhonem bližší sobě samé, než byla Anna. Některé události, které se staly Emily jsou dokonce převzaty přímo z jejího života. Emily má podle popisu v knize černé vlasy, tmavě modré až fialové oči, bledou pleť, zašpičatělé uši a jedinečný okouzlující "pomalý" úsměv. 
Po smrti svého otce je Emily Starrová poslána žít se svými tetami Elizabeth a Laurou a strýcem Jimmym Murrayovými na statku Novoluní na Ostrově Prince Edwarda. Spřátelí se s Ilsou Burlnleyovou, Teddy Kentem a Perry Millerem. Perry je najatý pomocník, na kterého teta Elizabeth shlíží spatra, protože pochází z chudšího města, nazývaného Stovepipe Town.
Každé z dětí má specifické obdarování. Emily byla stvořena být spisovatelkou, Teddy malířem, Ilsa je talentový řečník a zdá se, že Perry aspiruje na to, stát se úspěšným politikem. Každý z nich zažívá trable v rodině. Emily těžko vychází se svou tetou Elizabeth, která nerozumí její touze psát. Otec Ilsy, doktor Burnley, svou dceru většinu času ignoruje kvůli nějakému strašnému tajemství, které se týká její matky. Matka Teddyho žárlí na jeho přátele a talent a bojí se toho, že bude mít své přátele radši než ji. Z toho důvodu také nenávidí Emily, Teddyho obrazy a dokonce i jeho domácí mazlíčky. Perryho teta se dokonce jednou snaží donutit Emily, aby slíbila, že si jednou Perryho vezme, aby si Perry polepšil, a vyhrožuje, že mu jinak nebude platit školné.
Další nezapomenutelnou postavou je Dean "Hrbáč" Priest, tichý a tajemný cynik, který touží po něčem, co se zdá nedosažitelné, nebo pan Carpenter, starý nedůtklivý učitel, Emilyin mentor a upřímný kritik jejích příběhů a básniček. Další postavou je "jednodušší" strýček Jimmy, který recituje poezii, když "to tak cítí", teta Laura, ta hodná tetička a Elizabeth, přísná a podezřívavá, a přesto nečekaně nápomocná, když přijdou problémy. Jedná se o nejoblíbenější knihu série.

## Série
Mezi tři knihy o Emily patří Emily of New Moon (1923), Emily Climbs (1925) a Emily's Quest (1927). Série sleduje Emilyin život skrze školu a její cestu vzhůru po symbolické "alpské stezce" k vysněnému povolání úspěšné spisovatelky (slovní spojení "alpská stezka" pochází z básně, která byla pro Emily od dětství inspirací). Druhá kniha Emily provází několika dobrodružstvími a náznaky romantických vztahů. Emily miluje přírodu a umění, umí ocenit věrnost v přátelství, touží po vědění a její největší vášní je psaní.

## Vydání
Již od svého prvního vydání v roce 1923 se nikdy nepřestala tato kniha tisknout. Mezi nejoblíbenější edice knihy patří následující.
| ISBN          | Publikováno | Detaily                                           |
| ------------- | ----------- | ------------------------------------------------- |
| 0-7704-1798-1 | 1983        | Seal, Mass Market Paperback                       |
| 0-318-33019-9 | 1988        | Bantam Doubleday Dell Publishing Group, paperback |
| 0-207-17457-1 | 1970        | Cornstalk, pevná vazba                            |

### Překlady
Kniha byla roku 2021 přeložena do češtiny.